# 清水剛 (医師)
清水 剛（しみず ごう、1974年4月5日 - ）は、日本の歯科医でレーシングドライバー。医療法人社団華清会理事長。東京都出身。
父は同じく歯科医であり、レーシングドライバーとして富士グランチャンピオンレースや全日本F2選手権などに参戦した清水正智。

## 来歴
- 1999年3月  - 日本歯科大学卒業。
- 2002年3月  - 清水歯科クリニック入谷開業。
- 2009年4月  - 清水歯科クリニック三ノ輪開業。
- 2010年9月  - 清水歯科クリニック日暮里開業。
- 2012年3月  - 歯科医師臨床研修指導医取得。
- 2012年4月  - 南カリフォルニア大学歯学部(USC)ジャパンプログラム卒業。
- 2012年5月  - 清水歯科クリニック北千住開業。
- 2017年12月 - 銀座アストラ歯科クリニック開業。
- 2023年6月  - 銀座アストラ歯科クリニック曙橋開業。

### レーシングドライバーとして
幼少期にレーシングカートを始める。14歳の時に、当時全日本カート選手権に参戦していた3歳先輩となる本山哲と出会い、レースのイロハを学ぶ。
大学在学中にフォーミュラ・ミラージュに参戦を開始、シリーズチャンピオンを獲得。その後、フォーミュラ・ドリーム、全日本F3選手権とステップアップ。1997年の全日本F3第7戦仙台ハイランド大会では、トム・コロネル、セバスチャン・マルティノに次いで日本人トップの3位に入賞した。一時復活した富士グランチャンピオンレース・GC-21にも参戦。
2002年からは、全日本GT選手権（現:SUPER GT）を中心に2005年まで参戦した。
以後、ドライバーとしての活動を退いていたが、2025年からHELM MOTORSPORTSよりFIA-F4選手権に参戦する。
現在はレースでの経験を活かし、多くのレーシングドライバーやレーシングライダーの歯のメンテナンス等にも携わっている。

## 戦績
- 1991年 - 全日本カート競技選手権東地域A2クラス
- 1992年 - 全日本カート競技選手権東地域FAクラス
- 1993年 - 全日本カート競技選手権FSAクラス
- 1994年 - フォーミュラ・ミラージュ
- 1995年 - フォーミュラ・ミラージュ（シリーズチャンピオン）
- 1996年 - 全日本F3選手権（PAL SPORT #9 Threebond GO）
- 1997年 - 全日本F3選手権（PAL SPORT #9 Threebond GO）（シリーズ8位）
- 1998年 - 全日本F3選手権＜Rd.1～6＞（チームノバ #51 阪急交通社F3）
- 2000年 - フォーミュラ・ドリーム（#4 カストロール号FD）
- 2002年 - 全日本GT選手権・GT300クラス＜Rd.1,2,5～8＞（TEAM TAISAN Jr. #55 イクリプスタイサンADバイパー）（シリーズ17位）
- 2003年
  - 全日本GT選手権・GT300クラス＜Rd.1～4＞（TEAM GAIKOKUYA #70 外車の外国屋ダンロップポルシェ）
  - 全日本GT選手権・GT500クラス＜Rd.6,8＞（HITOTSUYAMA RACING #76 イエローコーンマクラーレン・GTR）
- 2004年 - 全日本GT選手権・GT300クラス（A&S RACING #9 ADVAN K-STADIUM MT）（シリーズ19位）
- 2005年 - SUPER GT・GT300クラス（MOLA #47 CCI・リカルデント・ADVAN Z）（シリーズ18位）
- 2025年 - FIA-F4選手権（HELM MOTORSPORTS #64）

### 全日本F3選手権
| 年     | チーム     | シャシー       | エンジン | 1      | 2      | 3       | 4      | 5      | 6       | 7     | 8     | 9     | 10    | 順位 | ポイント |
| ------ | ---------- | -------------- | -------- | ------ | ------ | ------- | ------ | ------ | ------- | ----- | ----- | ----- | ----- | ---- | -------- |
| 1996年 | PAL SPORT  | ダラーラ・F395 | HKS      | SUZ 5  | TSU 12 | MIN 8   | FSW 13 | SUZ    | SUG Ret | SEN   | SUZ 7 | FSW C |       | 11位 | 2        |
| 1997年 | PAL SPORT  | ダラーラ・F397 | HKS      | SUZ 12 | TSU 9  | MIN     | FSW 14 | SUZ 11 | SUG 5   | SEN 3 | TRM 5 | FSW C | SUZ 7 | 8位  | 8        |
| 1998年 | チームノバ | ダラーラ・F397 | HKS      | SUZ 12 | TSU 9  | MIN Ret | FSW 20 | TRM 13 | SUZ Ret | SUG   | TAI   | SEN   | SUG   | NC   | 0        |

### 全日本GT選手権/SUPER GT
| 年     | チーム             | 使用車両                    | クラス | 1      | 2      | 3      | 4      | 5      | 6       | 7       | 8      | 順位 | ポイント |
| ------ | ------------------ | --------------------------- | ------ | ------ | ------ | ------ | ------ | ------ | ------- | ------- | ------ | ---- | -------- |
| 2002年 | TEAM TAISAN Jr.    | クライスラー・バイパーGTS-R | GT300  | TAI 10 | FSW 16 | SUG    | SEP    | FSW 8  | TRM 9   | MIN 4   | SUZ 21 | 17位 | 16       |
| 2003年 | TEAM GAIKOKUYA     | ポルシェ・911 GT3           | GT300  | TAI 17 | FSW 18 | SUG 16 | FSW 12 | FSW    |         |         |        | NC   | 0        |
| 2003年 | HITOTSUYAMA RACING | マクラーレン・F1 GTR        | GT500  |        |        |        |        |        | TRM Ret | AUT     | SUZ 15 | NC   | 0        |
| 2004年 | A&S RACING         | モスラー・MT900R            | GT300  | TAI 12 | SUG 18 | SEP 11 | TOK 14 | TRM 7  | AUT 16  | SUZ Ret |        | 19位 | 4        |
| 2005年 | MOLA               | 日産・フェアレディZ         | GT300  | OKA 15 | FSW 10 | SEP 17 | SUG 17 | TRM 15 | FSW Ret | AUT 9   | SUZ 15 | 18位 | 3        |